# Severino Varela

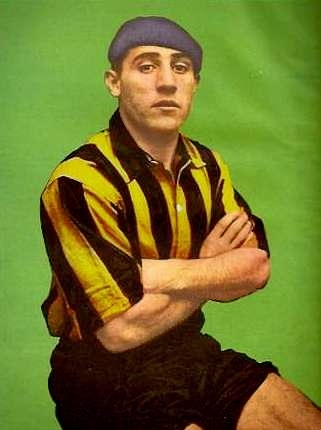
Varela am 24. Juni 1938 in den Vereinsfarben von Peñarol Montevideo

Severino Varela Puente (* 14. September 1913 in Montevideo; † 29. Juli 1995) war einer der bekanntesten und torgefährlichsten uruguayischen Fußballspieler in der ersten Hälfte des 20. Jahrhunderts und spielte auch in der Nationalmannschaft seines Heimatlandes.

## Verein
Der El Gallego genannte Uruguayer begann 14-jährig mit dem Fußballspielen bei Olimpia de la Aduana. Bei seinem Verein, der zu den Anfangszeiten des uruguayischen Profifußballs mit Capurro zum neuen Verein River Plate Montevideo fusionierte, gehörte er ab 1932 dem Kader in der höchsten uruguayischen Spielklasse an. Ab 1935 spielte er beim erfolgreicheren Stadtrivalen Peñarol, wo er am 30. April jenes Jahres debütierte. Zuvor hatte sein Wechsel den sogenannten Fall Severino verursacht, bei dem er zum Spieler ohne Vertrag wurde, nachdem eine mit River getroffene Vereinbarung wegen Varelas zu jungen Alters zum Zeitpunkt der Unterzeichnung für ungültig erklärt worden war.
Mit Peñarol gelang ihm der Gewinn von vier Meistertiteln in Folge (1935, 1936, 1937, 1938). 1935 wurde Varela dabei noch im linken offensiven Mittelfeld als Halbstürmer eingesetzt. In der Folgesaison, in der er mit 13 Treffern erfolgreichster Torschütze der Aurinegros war, kam er als rechter Halbstürmer zum Einsatz. 1937 behielt er diese Position bei und konnte mit 17 Toren hinter Mittelstürmer Horacio Telechea (20 Tore) die zweitbeste Trefferausbeute innerhalb der Mannschaft aufweisen. 1938 rückte er in der Halbstürmerrolle wieder nach links und überließ Luis Matta seinen Part der Vorsaison. Mit 28 Toren war er erfolgreichster Schütze des Teams. 1940 wies er als abermals bester Torjäger Peñarols gar 30 Tore auf seinem Trefferkonto aus. In seinem letzten Jahr in der Stammelf nahm 1941 alternativ auch Lorenzo Pino seine linke Halbstürmerrolle ein. 1942 verließ er die Montevideaner und schloss sich den Boca Juniors in der argentinischen Hauptstadt Buenos Aires an. Bei den Argentiniern absolvierte er von 1943 bis 1945 67 Spiele in der Primera División und erzielte dabei 43 Treffer. Auch konnte Varela in diesem Zeitraum zwei nationale Meisterschaften gewinnen. Während seiner Zeit bei den Boca Juniors arbeitete er weiterhin während der Woche in Montevideo und reiste nur zu den Spielen nach Argentinien. Um seine staatliche Anstellung bei UTE nicht aufzugeben, verzichtete er sodann auch auf einen längerfristigen Vertrag bei den Boca Juniors. Seine Karriere klang daher nach einer Rückkehr zu Peñarol aus. Die zweite Phase bei den Aurinegros währte von 1946 bis 1948. Varela wird allerdings in diesem Zeitabschnitt nicht mehr in der Stammelf Peñarols geführt. Allerdings ist für das Jahr 1948 auch eine Station bei Sud América verzeichnet. Als Boca sich 1949 in einer schwierigen Situation befand, bot er dem Verein an, ohne Entgelt nochmals für ihn zu spielen.
Varelas Markenzeichen war eine Baskenmütze (boina), die er auf Grund eines Werbevertrages während der Spiele trug und mit der er am 29. September 1943 sogar ein Tor köpfte, was ihm den Spitznamen boina fantasma einbrachte. Zur damaligen Zeit stellte dies eine absolut außergewöhnliche Situation dar, da Marketing praktisch noch nicht existierte.

## Nationalmannschaft
Am 15. August 1935 gab Severino Varela sein Debüt in der uruguayischen Fußballnationalmannschaft und absolvierte bis zum 7. Februar 1942 24 Spiele, in denen er 19 Tore schoss. 15 davon gelangen ihm bei Austragungen der Copa América, womit er noch heute den dritten Rang in der ewigen Bestenliste dieses Wettbewerbes hält. Während er mit seinem Team 1937 noch die Bronze- und 1939 die Silbermedaille überreicht bekam, gelang bei der Austragung 1942 der Sieg.
Andere Quellen führen gar 40 Länderspiele mit 29 Toren für ihn.

## Erfolge
Vereine
- Uruguayischer Meister: 1935, 1936, 1937, 1938
- Argentinischer Meister: 1943, 1944
- Copa Dr. Carlos Ibarguren: 1944

Nationalmannschaft
- Copa América: 1942